# Diodore de Tyr
Pour les articles homonymes, voir Diodore.
Diodore de Tyr, en grec ancien Διόδωρος / Diódôros, philosophe grec, du IIe siècle av. J.-C., scholarque de l’école du Lycée, disciple et successeur de Critolaos vers -118. Il était toujours actif lorsque Lucius Licinius Crassus, Questeur de Macédoine, a visité Athènes en -110. Il semblerait que son successeur au scholarquat de l'école soit Xénarque de Séleucie.

## Philosophie
Cicéron dit de lui qu'il n’était pas un authentique péripatéticien, à cause de ses maximes éthiques. Avec Critolaos, puis Diodore de Tyr, l'aristotélisme se fait éclectique ; il a essayé de concilier stoïcisme et épicurisme, s'éloignant du point de vue propre au péripatétisme.
D'accord avec son maître, il considérait l'âme comme formée d'éther. Appliqué avant tout aux questions morales, il considérait le Souverain Bien comme n'étant pas la seule vertu : l'absence de douleur aussi était une condition essentielle.

## Sources
- Tusculanae Quaestiones, v. 30
- De finibus bonorum et malorum, II. 6, 11, IV. 18, V. 5, 8, 25,
- Académiques, II, 42 ;
- Clément d'Alexandrie, Stromates, I, II